# Nataniel Reis
Nataniel de Jesus Reis (Díli, 25 de março de 1995) é um futebolista timorense que atua como médio. Atualmente joga pelo Porto Taibessi, equipe local.

## Carreira internacional
Nataniel teve sua primeira oportunidade pela seleção principal em 11 de novembro de 2014, no amistoso contra Indonésia, que terminou em derrota por 4 golos a zero.